# NECスペーステクノロジー
NECスペーステクノロジー株式会社（ネヌイーシースペーステクノロジー）とは、NECグループの航空宇宙関連製品（人工衛星/通信衛星/気象衛星/資源探査衛星）及びそれに付随する地上系システム、宇宙ソリューション、大型レーダーなどを製造、開発する企業である。
2015年5月14日までは、日本電気(60%)、東芝(40%)の出資比率のNEC東芝スペースシステム株式会社（NTスペース）であったが、東芝が保有するNTスペースの株式の全てを日本電気が取得してNECの100％子会社となり、5月15日に現在の社名となった。本記事においてはNTスペース時代についても記述する。

## 概要
NEC東芝スペースシステム株式会社は、2001年に東芝航空宇宙システム事業部と日本電気宇宙開発事業部とを分離統合した会社であり、出資比率は日本電気(60%)、東芝(40%)となっていた。設立当時の日本電気と東芝の実績を合算すれば、日本における人工衛星・宇宙探査機は、国内シェア約7割に相当する50機以上を製造したことになる。
2007年に日本電気に再び宇宙システム事業部が新設されたため、それ以降は主に搭載機器の開発や製造を担当している（NEC本体は衛星の全体システムおよびサブシステムの開発・製造を担当している）。
2015年2月27日に、3月31日に東芝が保有するNTスペースの株式の全てを日本電気が取得し、4月1日よりNECの100％子会社として社名を「NECスペーステクノロジー株式会社」に変更する予定であるとの発表が行われ、5月15日にこれが実施されたことが発表された。